# عوافي (غيزانية)
عوافي (بالفارسية: عویفی) هي قرية وتقع في إيران في قسم غيزانية الريفي. يقدر عدد سكانها بـ 123 نسمة بحسب إحصاء 2016.